# Glyptotendipes glaucus
Glyptotendipes glaucus är en tvåvingeart som först beskrevs av Johann Wilhelm Meigen 1818.  Glyptotendipes glaucus ingår i släktet Glyptotendipes och familjen fjädermyggor. Arten är reproducerande i Sverige. Inga underarter finns listade i Catalogue of Life.